# Клонове на исляма
Клоновете на исляма могат да се категоризират по различни критерии: секти, школи, ордени, традиции и др.
Най-често използвани са деленето на мюсюлманите по секти и по теологични школи (калам).

## Секти
Основни секти:
- Шиити
- Сунити
- Хариджити
- Суфи
- Алевии

## Школи
Основни школи (калам):
- Мутазилити
- Ашарити
- Матуридити
- Атхарити
- Мурджити